# Душата на огъня
„Душата на огъня“ (на английски: Soul of the Fire) е петата книга от епичната фентъзи поредица на американския писател Тери Гудкайнд „Мечът на истината“.

## Издания
Книгата е издадена през 1999 г. от американското издателство Tor. През 2000 г. е издадена от българското издателство „Прозорец“ в две части в превод на Невена Дишлиева-Кръстева.

## Сюжет
Внимание:  Текстът по-долу разкрива сюжета на произведението (или части от него)!
Ричард и Калан най-накрая се женят и се наслаждават на брачната си нощ в къщата на духовете в Селото на калните хора. Скоро започват да се случват внезапни и необясними смъртни случаи и Ричард стига до заключението, че когато Калан е извикала „камбанките“, за да го спасят, те са останали свободни, причинявайки хаос. Зед изпраща Ричард и Калан в Магьосническата крепост в Ейдиндрил, за да вземат специална бутилка, съдържаща заклинание, което ще спре заплахата.
По пътя си, Ричард, Калан и тяхната защитница Кара, морещица, са разсеяни от заниманията си с народа на Андерит, който притежава мощно оръжие за масово унищожение, наречено Домини Дърч. Те откриват, че ръководството на Андерит желае да се предаде на Имперския орден, вместо да се предаде на Империята Д'Харан. Докато Ричард се опитва да убеди народа на Андерит в опасността, която представлява Имперският орден, той твърдо се убеждава, че камбанките са на свобода.
Продължавайки от предходния роман, „Храмът на ветровете“ , историята започва след сватбата на Ричард и Калан в селото на Калните хора. Странни смъртни случаи и появата на „пиле, което не е пиле“, карат Ричард да се страхува от най-лошото. Зед се доверява на Ричард, че пилето е Скрита птица, изпратена от Сестрите на мрака на император Джаганг. Според Зед, единственият начин да се унищожи Скритата птица е като се счупи бутилка от Магьосническата крепост в Ейдиндрил с Меча на истината.
Зед обаче всъщност лъже. Той е предположил, че ужасна магия, известна като „камбанките“, е била случайно освободена от Калан в опита ѝ да излекува Ричард. Камбанките в крайна сметка ще източат цялата магия от света на живите, започвайки с адитивната магия. Това би причинило смърт на същества, които се нуждаят от магия, и евентуално би довело до унищожението на света, ако адитивната магия се провали напълно. Зед решава, че трябва да намери лекарство и иска Ричард и Калан да бъдат безопасно отстранени, докато прави това.
Ричард, Калан и Кара, неподозирайки истината, се заемат да счупят бутилката. Междувременно Зед и Ан тръгват по различни пътища. Зед си спомня някаква легенда, която свързва камбанките с Андерит, и пътува там, за да се опита да ги прогони. Ан се инфилтрира в Имперския орден, за да спаси Сестрите на светлината, поробени от Джаганг. Сестрите на светлината обаче предават Ан на Джаганг, защото се страхуват от гнева на император Джаганг, което води до залавянето на Ан.
На други места има макиавелистка политика на Андерит, за която да се тревожат. Както Андерите, чернокосите хора, които управляват града, така и Хакените, червенокосите хора под ботуша на Андерите, окупират Андерит. От ранна възраст Хакените са държани под контрол и неуважавани от Андерите и са учени, че това потисничество е необходимост, за да се защитят Хакените от насилствените им предци. Повечето Хакени са приели тази идея и доброволно се подлагат на потисничеството.
Андерит е ухажван от Имперския орден в лицето на Стейн, който олицетворява дивашката безмилостност на империята на Джаганг. Стейн предлага двойна цена за всички стоки, които търговци, всички от расата Андер, ще продават на Имперския орден. Той също така крои план с министъра на културата Бертран Чанбур да предадат Андерит на Ордена. Те започват да инфилтрират войници от Имперския орден в Андерит под прикритието на специални андерийски войски.
Далтън Кембъл, помощник на министъра на културата, е замесен в повечето събития в страната на Андерит. Той използва връзките си, заедно с екипа си от куриери, за да изпълнява тайни задачи, целящи да гарантират, че министърът ще се възкачи на трона на суверен (религиозна позиция, подобна на истинския папа ), когато настоящият почине. Далтън цени съпругата си Тереза над всичко друго.
Кухненският помощник Фич е вербуван в куриерския корпус от Далтън. Въпреки че има противоречиви цели и ценности, благодарността на Фич към Далтън води до сляпо подчинение и той задушава съвестта си, за да изпълни волята на Далтън. В крайна сметка Далтън предава Фич, който е принуден да избяга. Фич решава да се изкупи, като стане Търсач на Истината, негова дългогодишна мечта. Първата стъпка към това да стане Търсач е да се сдобие с Меча на Истината.
Армията на Андерит е сериозно недостатъчно обучена и е малко повече от деца. Те пазят Домини Дърч, отбранителна линия от гигантски камбановидни структури, сякаш направени от масивно парче камък с тъмни жилки, които убиват всичко пред себе си, когато бъдат ударени.
На друго място Ричард осъзнава, че камбанките всъщност са се разхлабили. Поради това той изпраща Кара при Ейдиндрил, за да вземе Меча на истината, докато той, Калан и Ду Шайлу, на път да роди детето ѝ, се отправят към Андерит, за да прогонят камбанките. Ричард също така заключава, че армията на Имперския орден марширува към Андерит. Ако Имперският орден завладее Андерит, това ще бъде постоянна непосредствена заплаха за останалата част от Средните земи. Пристигайки пръв в Андерит, Зед се опитва да прогони камбанките, като им предлага душата си. Това е причината за присъствието на камбанките: те нямат души и когато Калан ги призовава, тя неволно им обещава душата на Ричард. Камбанките обаче не искат душата на Зед. Когато опитът на Зед се проваля, той претърпява трансформация, превръщайки се в гарван.
Ричард и Калан пристигат в Андерит и тръгват да търсят камбанките, но също така работят по присъединяването на Андерит към Империята Д'Харан. Разпространява се новината и се провежда гласуване. Докато Ричард отправя убедителна молба към жителите на Андерит, намесата на Далтън Кембъл променя вота, оставяйки Ричард победен. В същото време Калан се бори със знанието, че е бременна и с неприятностите, които ще възникнат заради това.
Междувременно Ан намира пленените Сестри на светлината и ги убеждава да дойдат с нея. Тъй като магията се проваля, способностите на Джаганг като Сънливец са нулеви и Ан информира Сестрите за връзка с Ричард, Лорд Рал, която може да ги предпази от Сънливеца. Сестрите обаче, страхувайки се от отмъщение от страна на Джаганг, предават Ан на Имперския орден. Тя е оставена сама в палатката си, когато Сестра Алесандра, Сестра на Мрака, започва да я посещава и да ѝ носи храна. Тя се опитва да я убеди, първоначално безуспешно, но накрая успява.
Далтън Кембъл, заедно с помощта на Сестра на Мрака, изпраща група свои пратеници върху Калан, докато тя е сама и обмисля дали да задържи детето на Ричард. Тя е пребита почти до смърт, но е спасена от Ричард, който първоначално не я разпознава. Когато най-накрая я разпознава обаче, осъзнава, че няма да може да я излекува, освен ако първо не успее да прогони камбанките.
Кара почти успява да се сдобие с Меча на истината, но е изпреварена от Фич и неговия приятел Морли. Комбинация от чист късмет и факта, че Камбанките са деактивирали защитата на Магьосническата крепост и са убили много от нейните пазачи, позволява на Фич и неговия съучастник лесно да се сдобият с Меча. Кара преследва приятелката си и я убива, преди да преследва Фич обратно до Андерит. Когато го хваща при Доминие Диртч, тя губи меча, когато разузнавачите на Имперския орден атакуват. Войниците на Ордена вземат меча като награда, която Щайн да представи на император Джаганг.
Приблизително по това време Далтън Кембъл успява да убие Суверена, вместо да чака слабата фигура да си отиде по естествен път. Това незабавно издига Бертран Чанбур до ранга на Суверен. Овластен Чанбур завършва повишението си, като спи със съпругата на Далтън, Тереза. Далтън се преструва, че не е обезпокоен от това предателство и дори привидно се „присъединява“ към мрежата на изневярата, като спи едновременно с Тереза и съпругата на Чанбур, като умишлено се е заразил първо със смъртоносна полово предавана болест. Кембъл финализира отмъщението си, като убива пратеника на Имперския орден, Стейн (който е „споделил“ Тереза с Чанбур), като от своя страна получава Меча на истината.
След като изучава действията на Джоузеф Андер, древния основател на Андерит, Ричард осъзнава, че камбанките и Домини Дърч са свързани. По-конкретно, той разбира, че Джоузеф Андер е поробил Камбанките, използвайки ги, за да захранва Домини Дирч. Ричард най-накрая разбира, че използвайки изкуството като форма на намерение, той може да промени Милостта и да създаде нов път за магия. По този начин Ричард противодейства на магията, която Андер е използвал, за да пороби Камбанките, и ги призовава, давайки на камбанките избор: душата му (която им е била обещана от Калан) или отмъщение на духа на Андер за това, че ги е поробил. Камбанките избират отмъщението, отвеждайки Андер в подземния свят. След като успява да прогони камбанките, Ричард тръгва да лекува Калан, но е спрян от Дю Шайлу, току-що родил, който му казва, че лечебните му сили ще я убият поради скрито заклинание за изваждане, което е поставено в нея.
Алесандра в крайна сметка освобождава Ан, връща вярата си към Създателя и дава клетва на Ричард. Двамата скоро тръгват от Андерит. Когато душата на Зед се връща в тялото му с прогонването на камбанките, той също си тръгва. Ричард решава да замине за Уестланд, където планира да остави Калан да се възстанови от раните си по естествен път. Далтън Кембъл ги изпраща с извиненията си и информира Ричард, че Кембъл, Чанбур и двете им съпруги са поразени от „нещастна“, нелечима венерическа болест и са се обрекли на бавна, мъчителна смърт. Той връща Меча на истината на Ричард, преди да тръгнат. Ричард твърди, че ще чака в Западната земя, докато хората по света му докажат, че наистина желаят свобода. Докато си тръгват, те минават покрай група хора, които са готови да приветстват Ордена, планирайки да ги повлияят с мирен протест. Докато си тръгват, Орденът започва да плячкосва града и писъците на жените, принуждавани в сексуално робство, ги следват в нощта.
Петото правило на магьосника, разкрито в „Душата на огъня“ (гл. 28), е:
| „ | Гледай какво правят, а не само какво казват другите, защото по делата личи лъжата. | “ |

В романа това е обяснено по следния начин: „Хората ще лъжат, за да те заблудят и да те отклонят от това, което наистина възнамеряваш да направиш. Наблюдението на действията им ще докаже истинските им намерения.“